# Sindicat Nacional de Seguretat de Catalunya
El Sindicat Nacional de Seguretat de Catalunya (SEGCAT) és un sindicat de treballadors i treballadores de diferents col·lectius de la seguretat i les emergències, nascuda l'any 2018, assembleària i progressista. L'àmbit funcional inclou les persones integrants de qualsevol de les categories professionals i escales de la Policia de la Generalitat de Catalunya - Mossos d'Esquadra, de les Policies Locals i Guàrdies Urbanes, dels Bombers, dels Agents rurals i la resta de treballadors i treballadores relacionats amb l'àmbit de la seguretat de Catalunya.
El març de 2019, el SEGCAT obtingué un representant al Consell de Policia en les primeres eleccions en què es presentà amb 527 vots. El mateix mes de març, el SEGCAT, juntament amb els sindicats Intersindical-CSC i USTEC, denuncià la irrupció dels Mossos d'Esquadra en alguns centres públics d'ensenyament a fi de retirar llaços grocs a petició de la Junta Electoral Central.